# Ranicultura
La ranicultura o cría de ranas engloba las actividades relacionadas con la producción de ranas (mantenimiento, reproducción, crianza, engorde...) y se encuadra dentro de la industria de la acuicultura. 
Los objetivos de la ranicultura pueden ser:
- Comerciales:
  - Alimentación humana.
  - Alimentación animal.
  - Subproductos (piel,...).
  - Sustancias para la industria farmacéutica.
  - Ejemplares para investigación.
- Repoblación con especies amenazadas.

Las instalaciones dedicadas a la producción comercial de ranas son conocidas como ranifactorías.
Según la cantidad de ejemplares por metro cuadrado y el grado de tecnificación se pueden distinguir los siguientes sistemas productivos:
- Extensivo.
- Semi-intensivo.
- Intensivo.

Principales especies cultivadas
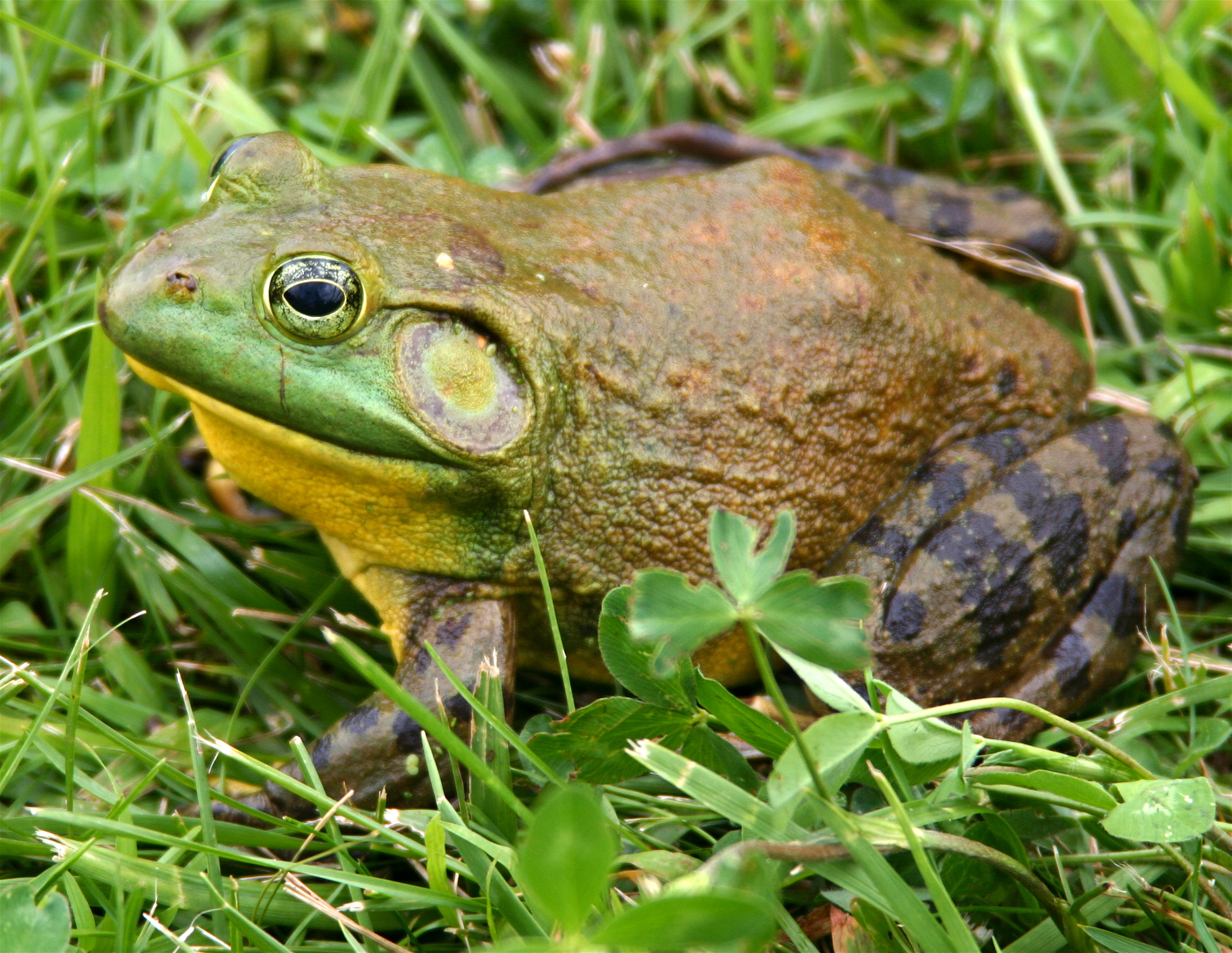
Rana toro americana (Lithobates catesbeianus)
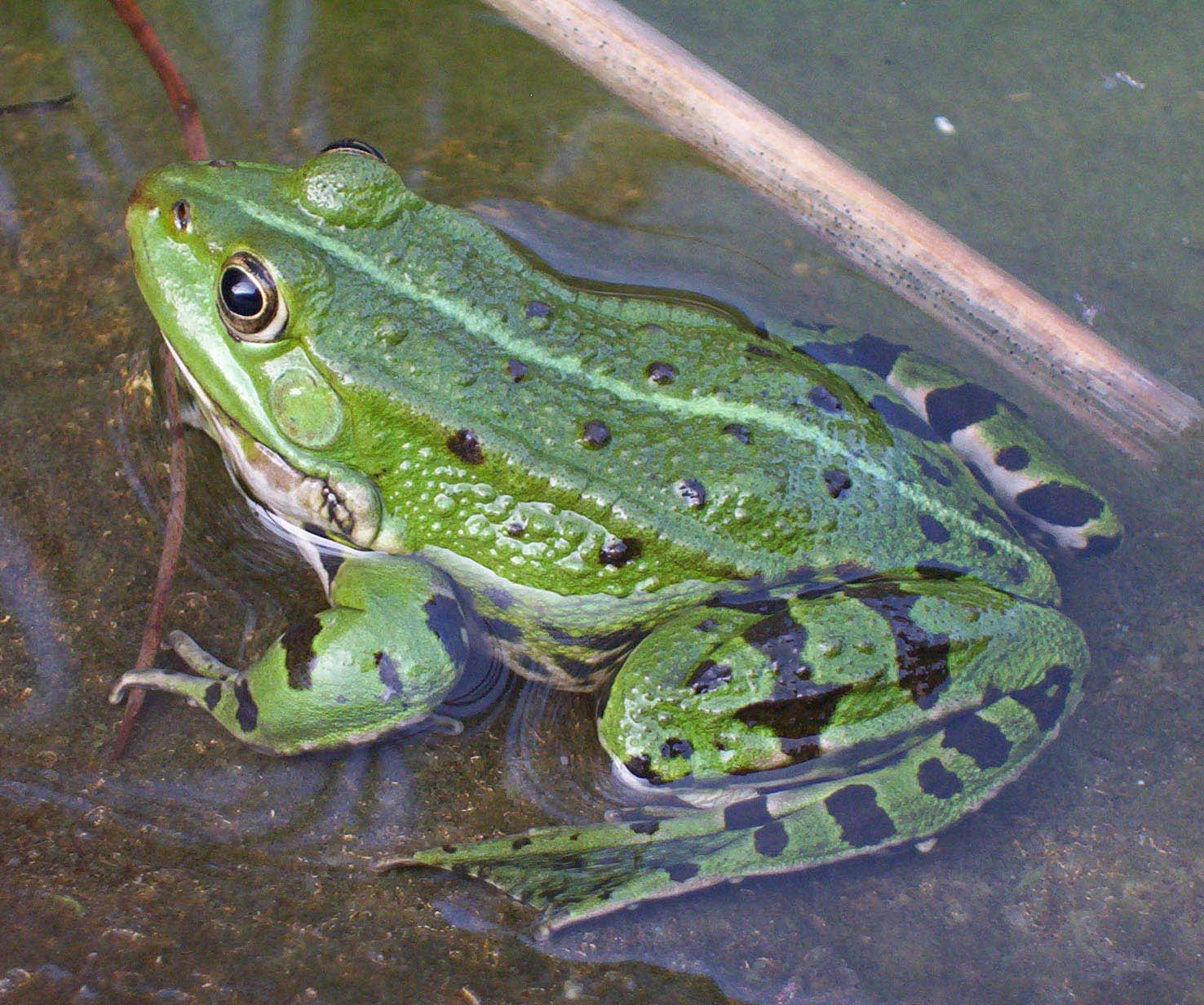
Rana comestible (Pelophylax kl. esculentus)
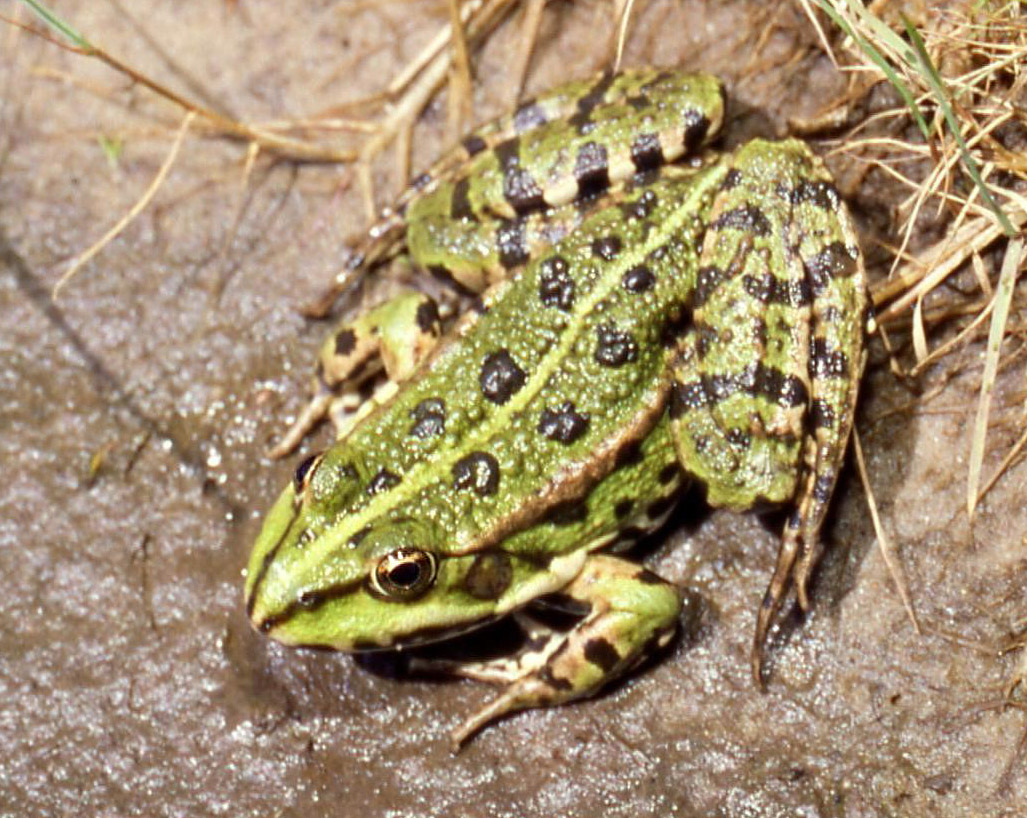
Rana europea común (Pelophylax ridibundus)
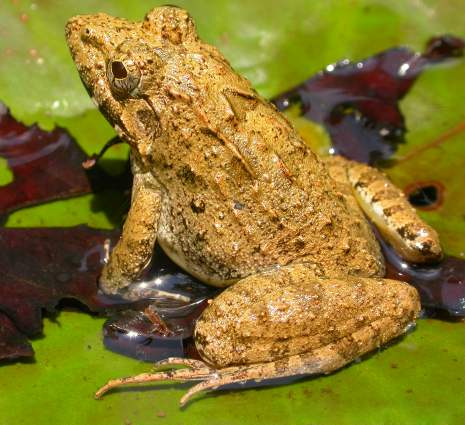
Rana toro india (Hoplobatrachus tigerinus)
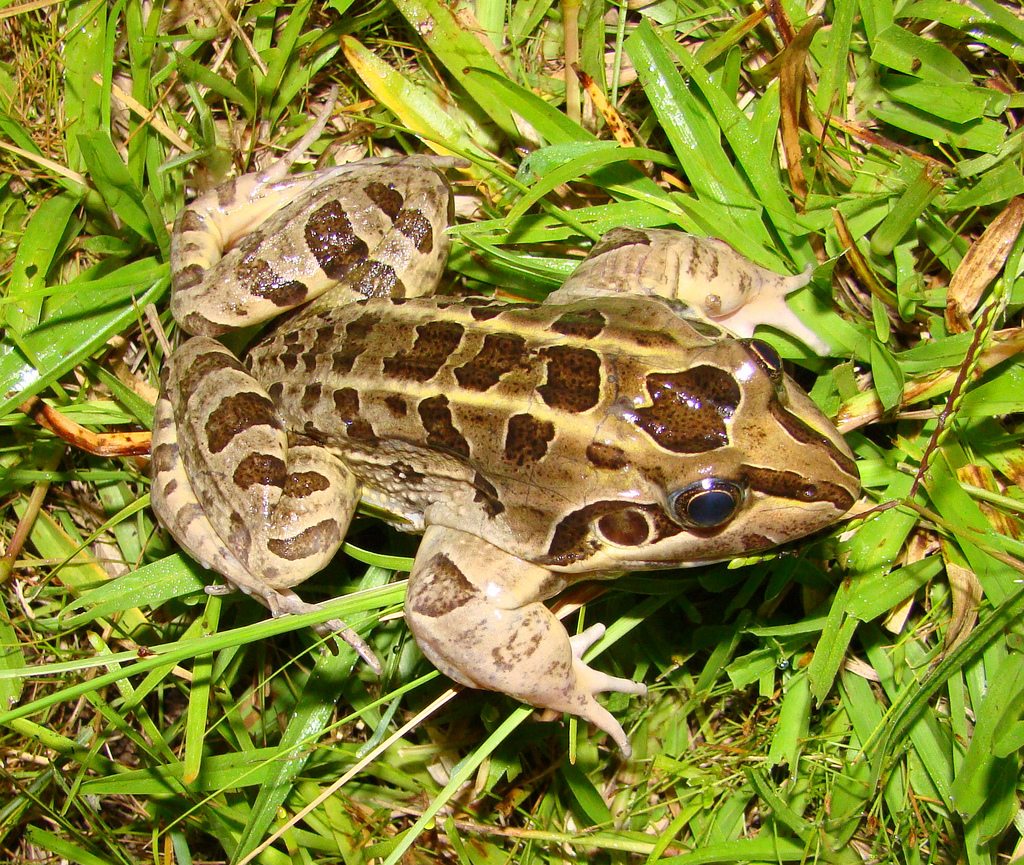
Rana criolla (Leptodactylus latrans)
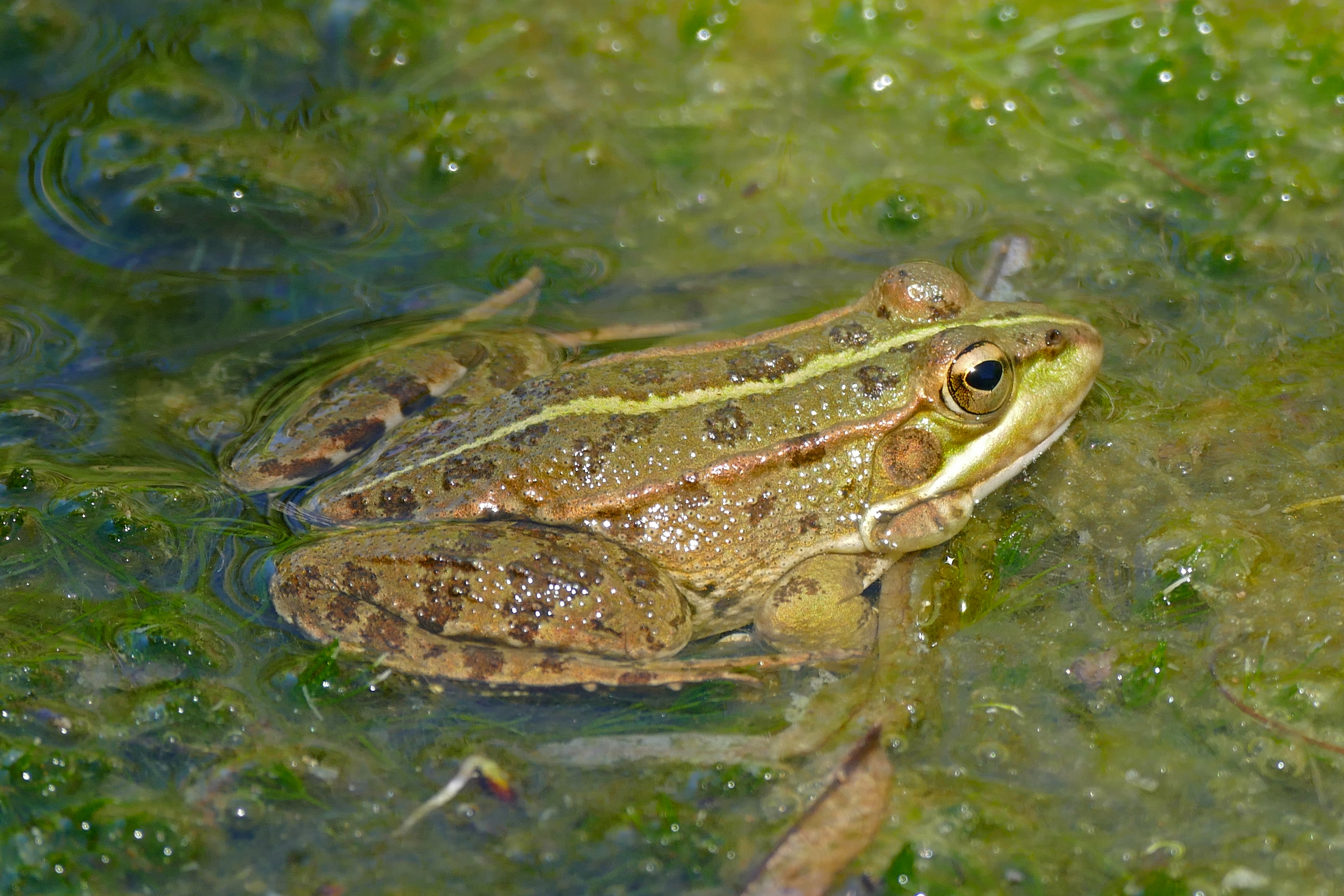
Rana ibérica común (Pelophylax perezi)